# 香取移民村
香取移民村，為臺灣日治時期的日本移民村，1940年合併鹿島移民村的三個部落與豐里移民村的兩個部落而來，位於橫跨北斗郡田尾庄與埤頭庄的濁水溪新生地，主要為來自熊本、鹿兒島、香川、岡山的農業移民。1942年底統計共有89戶428人。

## 介紹
豐里移民村居民主要種植水稻、甘藷、菸草等作物，居民主要信仰為淨土真宗。